# Équitation en Bretagne
Vous lisez un « article de qualité » labellisé en 2015.
Pour des articles plus généraux, voir Équitation en France et Cheval en Bretagne.
L’équitation en Bretagne est pratiquée au moins dès l'époque celte, perdurant par nécessité militaire et pour les déplacements. Si les courses de chevaux représentent une tradition très ancienne en Basse-Bretagne, le sport hippique, codifié en Angleterre, s'implante au XIXe siècle, au détriment de traditions plus populaires. La pratique de l'équitation se raréfie avec l'amélioration des transports aux XIXe et XXe siècles, avant de connaître de profondes mutations avec la croissance des marchés du sport et du loisir.
Le tourisme équestre est désormais très présent en Bretagne, notamment le long du circuit régional de randonnée Equibreizh. Les sports équestres ont valu, depuis la fin du XXe siècle, des récompenses européennes et mondiales à des équitants bretons, en particulier en endurance, grâce à des cavaliers de niveau international comme Stéphane Fleury et Élodie Le Labourier. Nonobstant, la plupart des compétitions équestres organisées en Bretagne concernent le saut d'obstacles, en particulier au stade équestre du Val Porée et à Lorient.

## Histoire

### De l'Antiquité à la fin duXVIIIesiècle

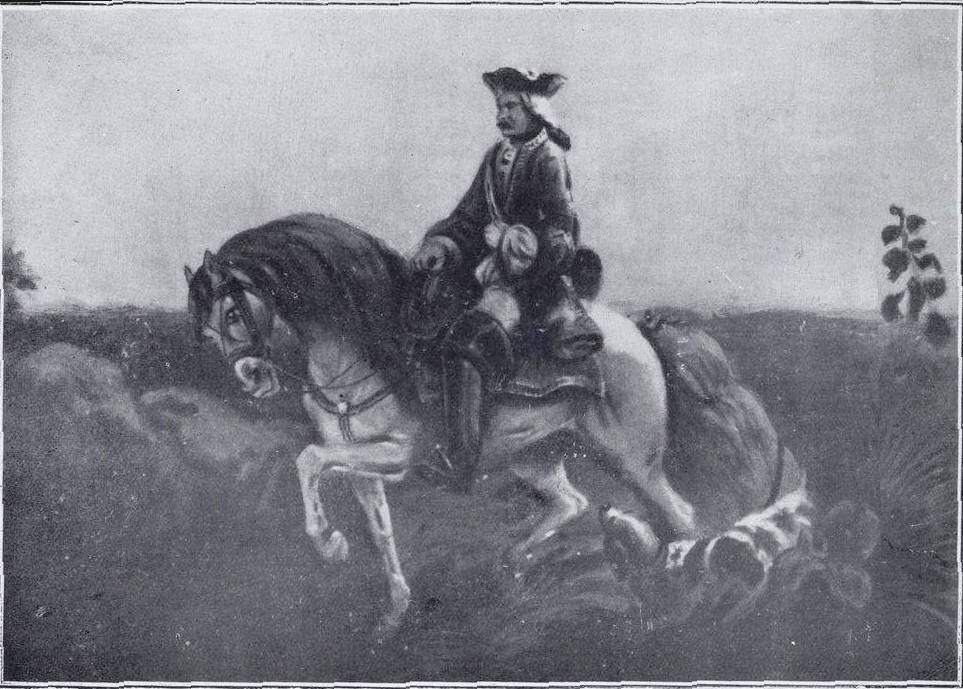
Seigneur breton partant à la chasse (reproduction de tableau, date inconnue).

L'équitation semble inconnue au Néolithique. Elle est certainement introduite par des migrants du IIIe millénaire av. J.-C., période qui marque les débuts de l'âge du bronze. Des mors en bronze et d'autres pièces de harnachement ont été retrouvés dans des dépôts bretons du bronze final, attestant la pratique de l'équitation vers - 750 / - 1000. Les peuples celtes d'Armorique pratiquent une équitation essentiellement militaire. Cette « ère des cavaliers » débouche sur un culte du guerrier. Les cavaliers armoricains portent des casques en bronze, et parfois des cuirasses.
Monté ou attelé aux chars de guerre, parfois aux chariots de commerce dans l'intérieur des terres selon Diodore de Sicile, le cheval n'est jamais attelé à la charrue, ce travail restant l'apanage des bœufs. L'apparition de courses de chevaux en Bretagne remonte elle aussi à l'époque celtique. En 549, Saint Telo aurait prié Dieu pour que les guerriers bretons soient les plus forts et les plus vaillants de toutes les nations au combat à cheval. En 851, la cavalerie de Bretagne menée par Erispoë bat les armées de Charles le Chauve près de Redon. L'aristocratie féodale découle du rôle militaire de cet animal. Au Moyen Âge, le cheval continue d'être essentiellement monté et les attelages sont traînés par des bœufs. La duchesse Anne, par exemple, a recours à la traction bovine. Au XVIIe siècle, Le Boucher du Crosco, membre de l'Académie royale d'agriculture de Bretagne, propose l'établissement de courses hippiques en Bretagne sur le modèle de l'Angleterre. Au XVIIIe siècle, les paysans bretons utilisent toujours majoritairement le bœuf au labour, ainsi que le rapporte Jacques Charpy.

### XIXesiècle

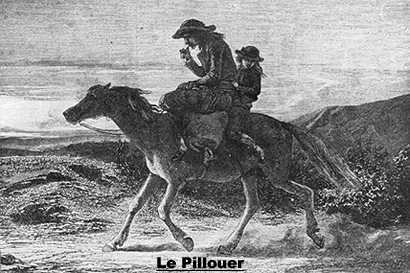
Gravure d'un pilhaouer (chiffonnier) sur un bidet allant l'amble.

Au XIXe siècle, l'utilisation du cheval devient plus importante.

#### Utilisation paysanne
Au XIXe siècle, le cheval est monté ou attelé pour une foule de travaux : déplacer des matériaux tels que la pierre et le bois, labourer, tirer la herse, transporter des personnes, porter les produits de la ferme au marché, ramasser le goémon, etc. Les Bretons des montagnes pratiquent l'équitation sur une bonne partie du siècle : l'une des particularités de la Bretagne sur les autres provinces françaises est en effet l'absence d'utilisation de l'âne. D'après Ephrem Houël, même les paysans les plus pauvres se doivent de posséder au moins un cheval. Une grande polyvalence est recherchée, en lien avec les structures agricoles : jusqu'aux années 1900, un même animal doit être apte à tracter la herse au pas dans les champs et à se rendre au marché au trot sur les routes. D'après Houël, c'est surtout aux noces que la chevauchée est de rigueur : « malheur au convive qui n'a pas un cheval à monter dans cette occasion solennelle, honneur à celui qui possède un brillant et surtout un rapide bidet, car la fête ne sera pas complète s'il ne se fait plusieurs courses en l'honneur du jeune ménage ». Houël témoigne aussi du harnachement : un léger bât, garni d'une peau ou d'un coussin, serré au milieu par une sangle. La bride est dure, les étriers sont généralement deux cordes doubles dans lesquelles le pied s'enfonce jusqu'au talon. Les cavaliers se tiennent droits et parfaitement d'aplomb. Leurs genoux sont relevés à la hauteur de l'arçon. Alexandre Bouët et Olivier Perrin expliquent dans Breiz Ivel, ou Vie des Bretons dans l'Armorique (1835) que les mariés, les parents et les amis montent à cheval juste après la fin de la cérémonie des noces, avec un bât, une bride grossière et sans étriers, avant de partir au grand galop.
Houël témoigne aussi de l'équitation de ces paysans : « rien n'est plus curieux que de les voir, au retour des foires et marchés, serpenter au flanc des collines ». Les femmes montent à califourchon tout comme les hommes, si l'on en croit les photographies des cartes postales d'époque, à la fin du XIXe siècle et au début du XXe siècle.

#### Développement du hippisme

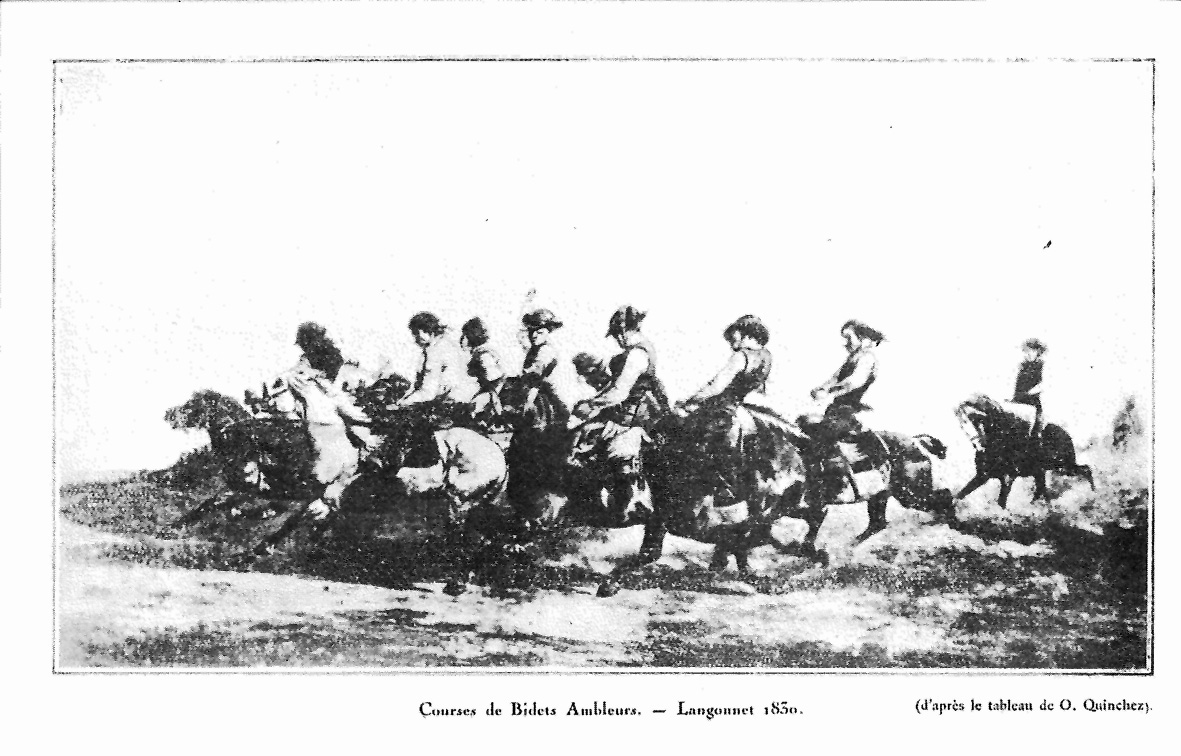
Course de bidets ambleurs à Langonnet, en 1830.

Les courses de chevaux, traditionnelles en Basse-Bretagne, en font une région pionnière dans ce sport. Ces courses représentent une tradition et un honneur dans les villages. Le vainqueur attache une branche de laurier à la tête de sa monture, un bidet des montagnes « relativement laid et petit ». L'animal est monté par un adolescent de douze à quinze ans. Ils courent à dix ou douze à la fois, quelquefois plus, sur des terrains accidentés et sans tomber.
Le sport hippique se développe tout au long du XIXe siècle. Il faut attendre 1805 pour que s'implante le hippisme codifié et importé depuis l'Angleterre, à l'instigation de Napoléon Ier. L'idée est d'encourager à « l'amélioration » des races locales. L'année suivante, les courses impériales de Saint-Brieuc et celles du Morbihan sont fondées. Les courses dites « au clocher » constituent de véritables parcours de fond sur une lieue, passant sur des terrains difficiles. Elles sont ouvertes aux cavaliers des deux sexes, il n'est pas rare que les femmes y remportent des victoires. La première course de Saint-Brieuc est courue le 14 juin 1807. Ces premières épreuves voient s'affronter des cultivateurs locaux sur leurs bidets montés à cru, en bridon et sans mors. Le ministre de l'intérieur dégrade en 1813 les courses de Saint-Brieuc en « courses de second ordre », arguant que cavaliers et chevaux des Côtes-du-Nord ne peuvent rivaliser avec ceux de Paris. Elles se maintiennent néanmoins, et voient leur nombre de participants croître avec l'établissement d'un grand nombre de courses dans les cinq départements bretons et tout l'Ouest.
Dans les années 1820, les premiers Pur-sangs arrivent dans la région, montés par des jockeys professionnels. Ils remportent de plus en plus de victoires, les courses perdent leur aspect populaire. De 1840 à 1850, les sociétés de course se multiplient, avec notamment celle de Langonnet où se pratique la « course au train ». Les courses de trot se développent plus tardivement, dans un premier temps à Nantes en 1835. Leur implantation est préconisée par l'État français pour permettre aux locaux de concourir à nouveau.

### XXesiècleetXXIesiècle

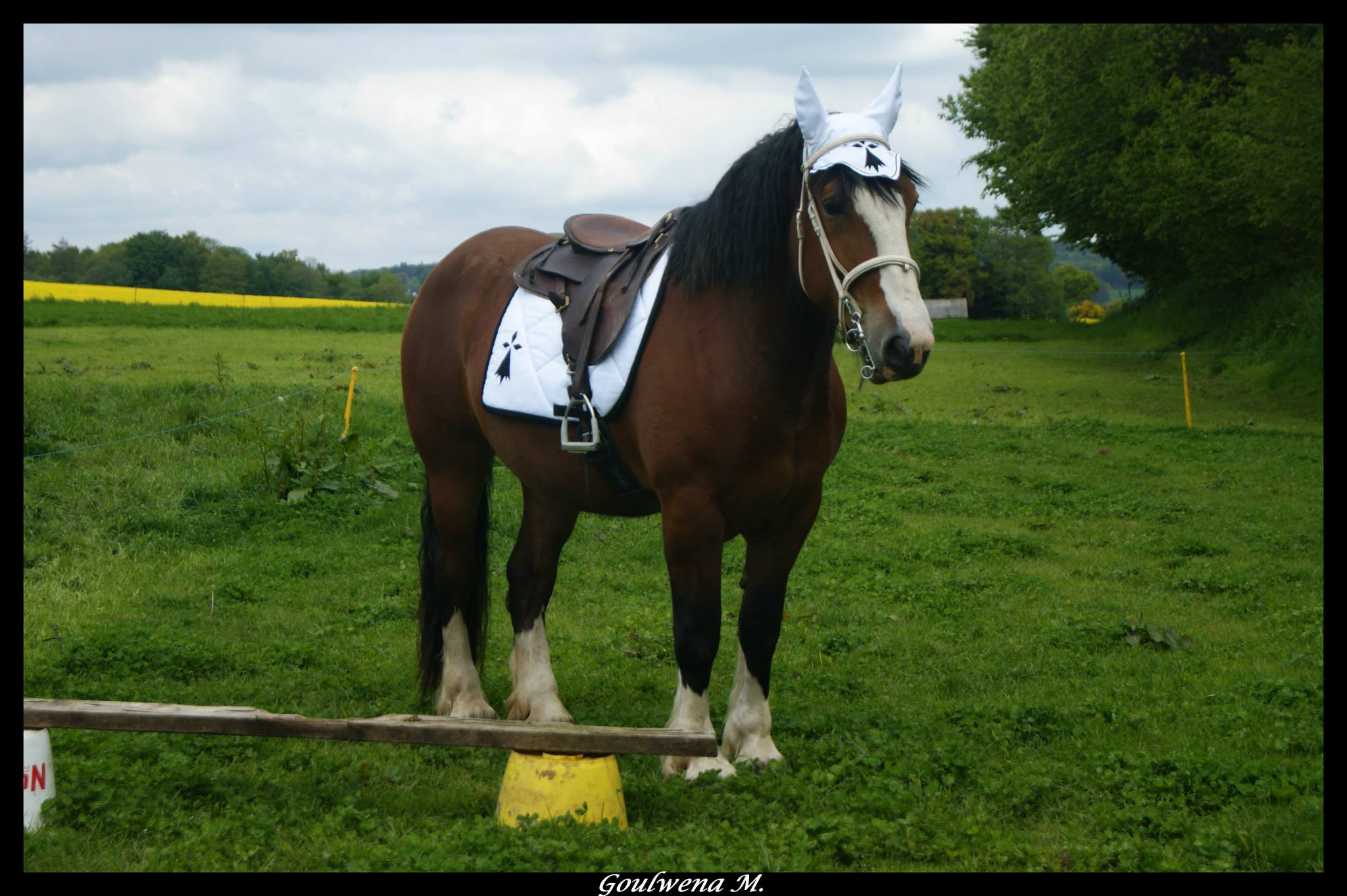
Jument postier breton de loisir.

Comme toutes les régions d'Europe occidentale, la Bretagne connaît une profonde mutation dans la pratique de l'équitation, avec la fin de l'utilisation militaire et utilitaire du cheval. Seuls les sports hippiques se développent au cours de ce siècle. Vers 1984, les maraîchers bretons employaient encore environ 400 chevaux dans leur activité. En 2004, tous ou presque ont disparu. Le marché du sport et du loisir se développe nettement au même moment. Dans les années 1970, certains éleveurs commencent à s'y adapter en passant de l'élevage des chevaux de trait à celui des chevaux de loisir destinés au tourisme équestre. Dans les années 1990, les deux haras nationaux de Bretagne communiquent autour de la pratique de l'attelage, et certaines villes commencent à valoriser leurs loisirs équestres. Le haras national d'Hennebont se transforme en pôle cultuel conçu comme un musée de plein air. Le haras national de Lamballe s'investit encore davantage, en menant une politique de soutien à l'élevage du cheval de loisir, au grand dam des éleveurs bretons de chevaux de boucherie. Une nouvelle génération d'éleveurs issue de milieux non agricoles acquiert des chevaux de race bretonne dans une démarche d'utilisation pour l'équitation et l'attelage de loisir.
Fin 2013, la Bretagne s'associe aux manifestations françaises contre l'« équitaxe ». Le 16 novembre, des manifestations anti-équitaxe ont lieu à Quimper, Brest, Rennes et Nantes. 2 000 personnes manifestent à Nantes avec 300 poneys, 2 500 à Rennes où un flashmob est organisé pour l'occasion. Comme partout ailleurs en France, le secteur équestre breton traverse une crise depuis 2014, due à l'augmentation de la TVA et à la réforme des rythmes scolaires.

## Pratiques
D'après le comité régional d'équitation de Bretagne, la région administrative (sans la Loire-Atlantique) compte 38 450 licenciés de la fédération française d'équitation en 2011, avec une augmentation de 48 % depuis 2005. Ces chiffres sont stables, car le nombre de licenciés comptabilisés début 2015 se monte à environ 39 000. La plupart des écuries de cavaliers professionnels de Bretagne sont récentes, et ne remontent pas au-delà de l'année 2000.

### Loisirs et tourisme

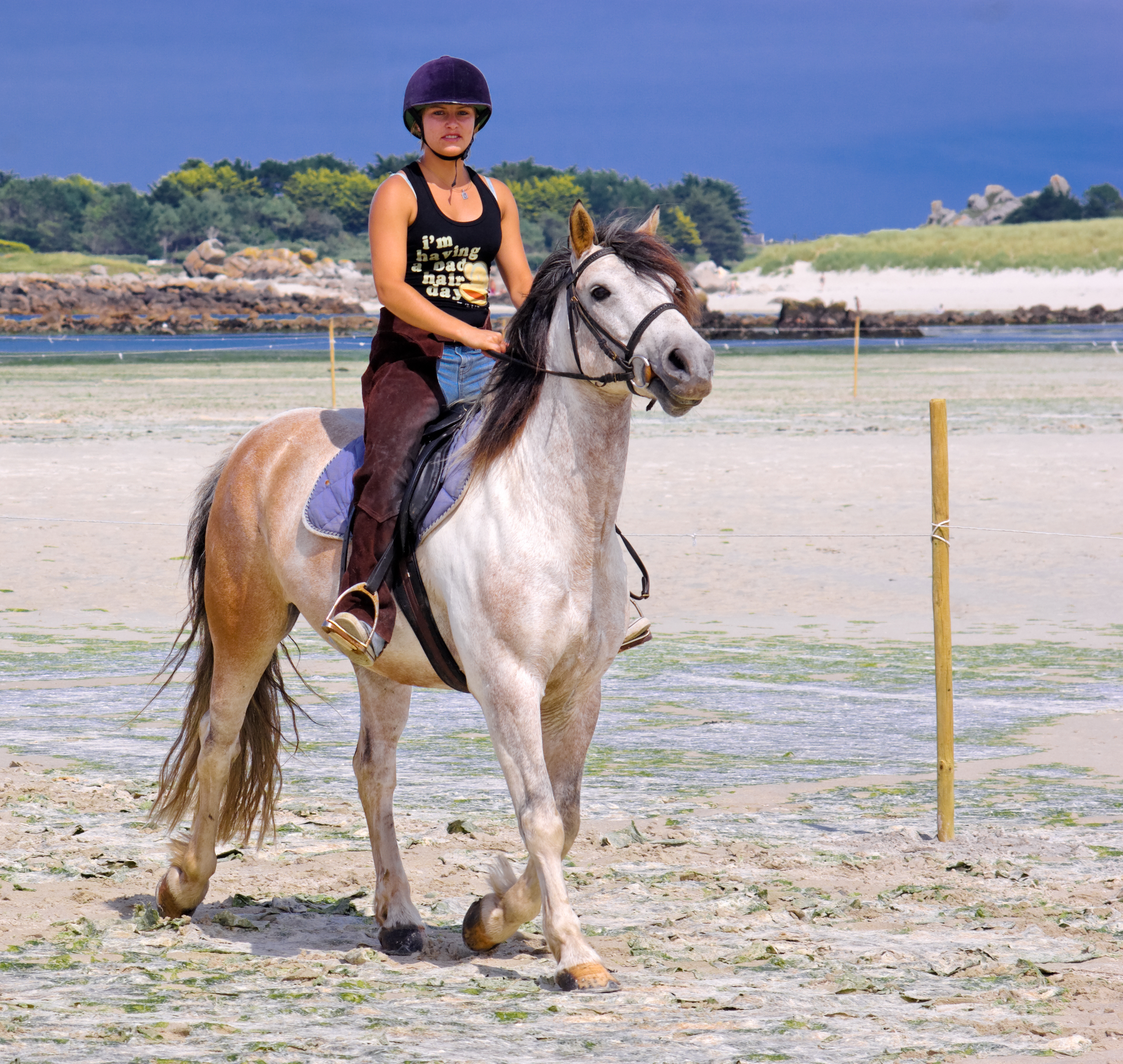
Tourisme équestre sur une plage du Finistère.

La Bretagne a très nettement développé le secteur du tourisme équestre. 229 gîtes d'étape et 87 établissements y sont dédiés en 2011. Cela permet aux cavaliers randonneurs estivants de découvrir des paysages variés. La plupart des centres équestres bretons proposent des formules de randonnées touristiques sur les sites réputés de la région. L’Equibreizh, un circuit de randonnée régional unique en France, permet de faire le tour de la Bretagne à cheval, sur 2 600 km de chemins publics et privés, en passant par les petites cités de caractère, les hauts lieux et les monuments. Il comporte deux axes en diagonale, l'un relie Paimpont aux Montagnes Noires, l'autre Saint-Brieuc à Josselin. Les chemins sont inscrits au Plan départemental des itinéraires de promenade et de randonnée, et balisés par des carrés orange avec un fer à cheval au centre. Des points halte avec des box ou des prés attenants sont prévus tous les 30 kilomètres.
La Costarmoricaine, la Trans-Ille-et-Vilaine, le Finistours et la Transmorbihannaise sont des circuits de randonnée équestre départementaux. La Costarmoricaine dure six jours et traverse le département des Côtes d'Armor. Depuis 1991, il est également possible de traverser la baie de Saint-Brieuc à cheval. La Trans-Ille-et-Vilaine est organisée chaque année par l'AACIV, l'Association à cheval en Ille-et-Vilaine. Pendant 6 à 10 jours au mois de mai, elle propose un itinéraire et un thème chaque fois différents. La Transmorbihannaise est organisée traditionnellement pendant le week-end de l'Ascension. Le Finistours l'est sous l'égide du comité départemental de tourisme équestre du Finistère, sur les 500 km de circuit de randonnée équestre du département.

### Sports hippiques

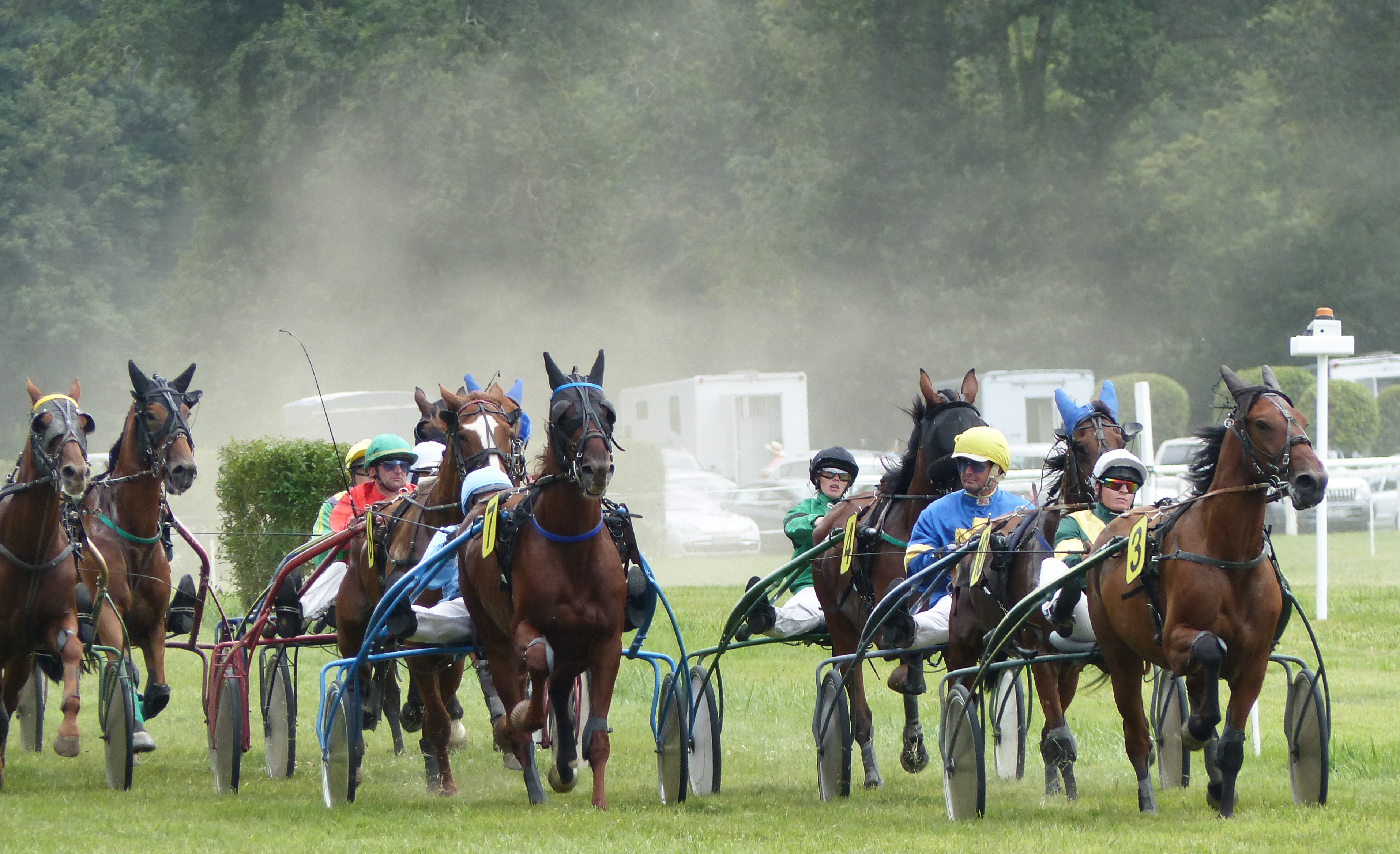
Course de trot à l'hippodrome de Saint-Jean-des-Prés (Guillac)

Le sport hippique emploie 145 entraîneurs, et l'on compte 29 sociétés de courses dans les hippodromes bretons. La Bretagne a la particularité d'avoir de nombreux hippodromes qui organisent 740 courses chaque année, et représentent 4 millions d'euros de chiffre d'affaires pour le PMU. En 2010, 12 880 courses se sont courues en Bretagne administrative. Les structures d'entraînement des chevaux de course sont généralement implantées depuis assez longtemps, en moyenne depuis 1989. Le chiffre d'affaires dégagé par les seuls entraîneurs de course se monte à 38 155 506 €. Les hippodromes bretons les plus actifs sont ceux de Saint-Brieuc (Hippodrome de la Baie), de Saint-Malo (Hippodrome de Marville) et de Maure-de-Bretagne (Hippodrome des Bruyères), qui organisent 10 réunions par an.

### Sports équestres

#### Endurance
La Bretagne est très compétitive en endurance équestre, tant pour ses chevaux d'élevage qu'en ce qui concerne les cavaliers. En France, c'est la région qui compte le plus grand nombre d'engagements en compétition,. Raymond Hascoët est un pionnier de l'élevage en vue des courses d'endurance. Dans les années 1970, il importe trois juments et l'étalon Badr Bedur, qui influence significativement toutes les lignées françaises. Sa jument Badera donne naissance à Roc'h, champion du monde de la discipline en 1994 avec Stéphane Fleury. Le cavalier devient ensuite champion de France avec Habad'h, issu du même élevage. En 2006, Keroc'h est à son tour champion du monde. Les chevaux d'endurance nés en Bretagne, comme Nikel Kermorvan (second du classement mondial FEI 2011), Mario de Plouvorn (3e) et Major Armor (18e mondial) figurent toujours parmi les meilleurs de la discipline. On compte environ 300 naissances annuelles de chevaux destinés à l'endurance. Niac Armor, jument Anglo-arabe à 75 % issue de l'élevage d'Armor de Saint-Gilles-Pligeaux (22), est championne du monde d'endurance jeunes en 2013 (sous les couleurs des Émirats arabes unis). Les cavaliers de la famille Ollivier, qui s'occupent de l'élevage d'Armor, ont décroché plusieurs titres de champion de France et de champion d'Europe. Poly de Coat Frity, également issu d'un petit élevage des Côtes d'Armor, devient champion du monde en mai 2015.
Deux cavalières bretonnes, Élodie Le Labourier et Géraldine Brault, terminent à la seconde et la troisième place du championnat d’Europe en 2005 à Compiègne. Élodie Le Labourier, médaille de bronze en individuel aux Jeux équestres mondiaux de 2006, est née à Vannes et a obtenu ses premiers succès sur l'épreuve de Huelgoat. Elle est la fille du président de l'association des Randonneurs de Lanvaux, qui existe depuis 1989 à Moustoir-Ac. La jeune Géraldine Brault a remporté le CEI2* de Coatélan-Plougonven en septembre 2013, puis le CEI3* de Fontainebleau sur 160 km en mars 2014, avec Pomoska du Barthas. Les Bretons décrochent la médaille d’or par équipe au Championnat d’Europe des jeunes cavaliers en 2008. En 2010, le Championnat de France jeunes cavaliers est également remporté par la région Bretagne.
Sarah Chakil court en 2010 et 2011 pour les écuries Dar el Salam de Fay-de-Bretagne (44), et fait partie de l'équipe bretonne vainqueur des 160 km de Florac en 2010. Le cavalier amateur Denis Le Guillou, originaire de Quéménéven, est monté à cheval pour la première fois à l'âge de 39 ans. Sacré champion de France amateur élite en 2012 sur 130 km puis sélectionné pour les jeux équestres mondiaux de 2014, il a remporté la médaille d'argent avec l'équipe de France. Originaire de Locmalo, la jeune cavalière Noémie Gautier, vice-championne de France, a obtenu d'excellents résultats sur la saison 2014 en courses d'endurance internationales, laissant présager une sélection en équipe de France.
Une forte augmentation des participations aux épreuves d'endurance a été enregistrée en 2013. Cinq cavaliers d'endurance bretons ont remporté un CEI2* ou un CEI3* cette même année. Les professionnels de l'endurance en Bretagne travaillent à l'international, notamment avec le Maroc, la Tunisie et la Chine. De même, la Bretagne accueille des professionnels de l'endurance venus de différents pays. L'association Bretagne endurance a ainsi accueilli et formé des cavaliers chinois en 2015.

#### Autres disciplines

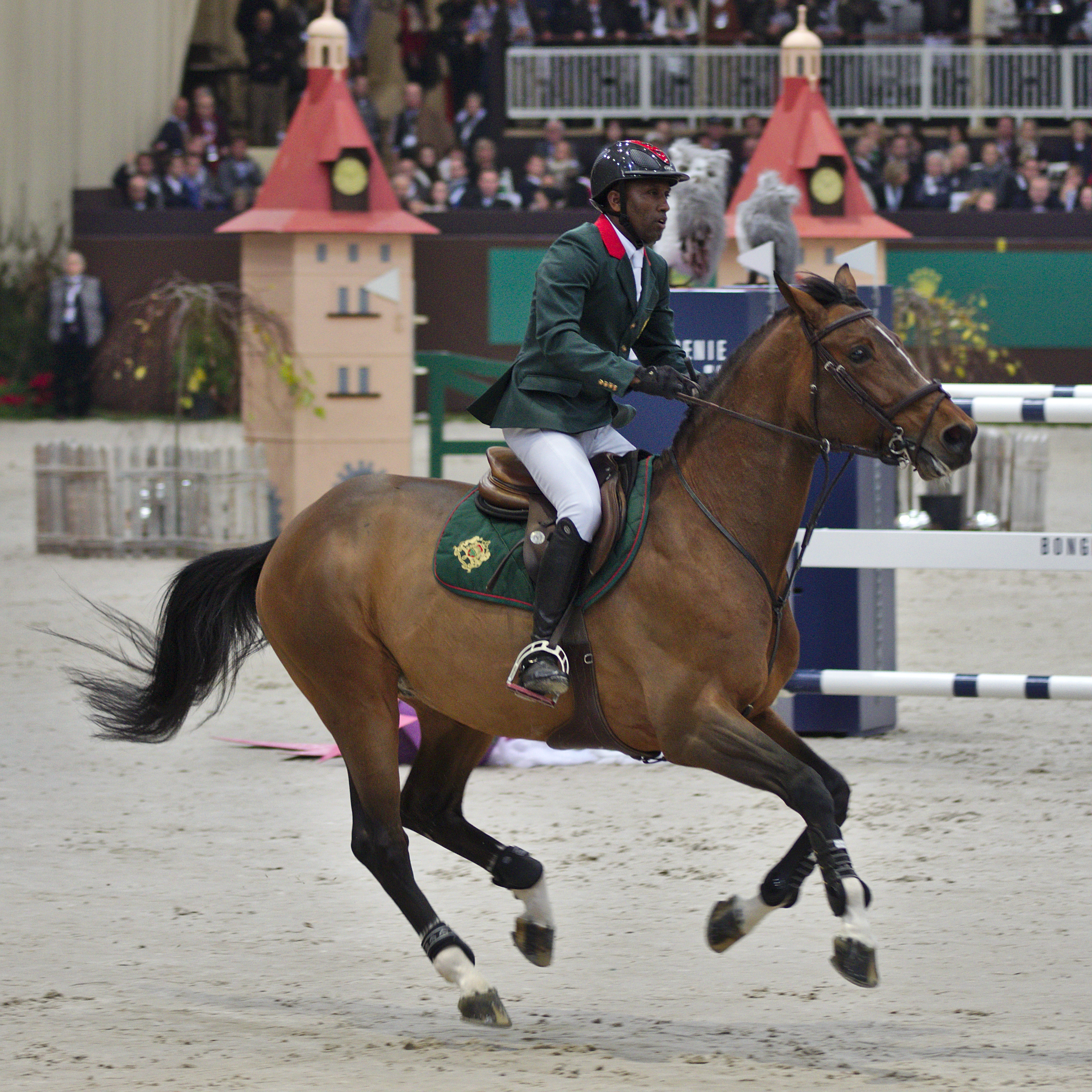
Abdelkebir Ouaddar sur Quickly de Kreisker, cheval Selle français de saut d'obstacles né et élevé en Bretagne

La Bretagne a obtenu des titres récents de championne de France dans d'autres disciplines équestres, notamment le saut d'obstacles et l'attelage. Dans le cadre des échanges entre la région Bretagne et le Maroc, le roi Mohammed VI a acheté l'étalon Selle français Quickly de Kreisker entraîné par un cavalier breton, Benjamin Robert, pour le confier au cavalier marocain Abdelkebir Ouaddar. En 2013, ce cheval de saut d'obstacles né dans le Finistère a remporté le Morocco Royal Tour. Il est devenu le cheval no 1 mondial de saut d'obstacles au classement de la WBFSH en juillet 2014, place qu'il a perdue puis regagnée pour la période allant du 1er octobre 2014 au 31 mars 2015.
La cavalière de dressage internationale Dominique d'Esmé est née à Rennes. Quant au multi-médaillé des jeux olympiques de 1912 Jacques Cariou, il a vu le jour en 1870 à Peumerit dans le Finistère.

## Économie et structures

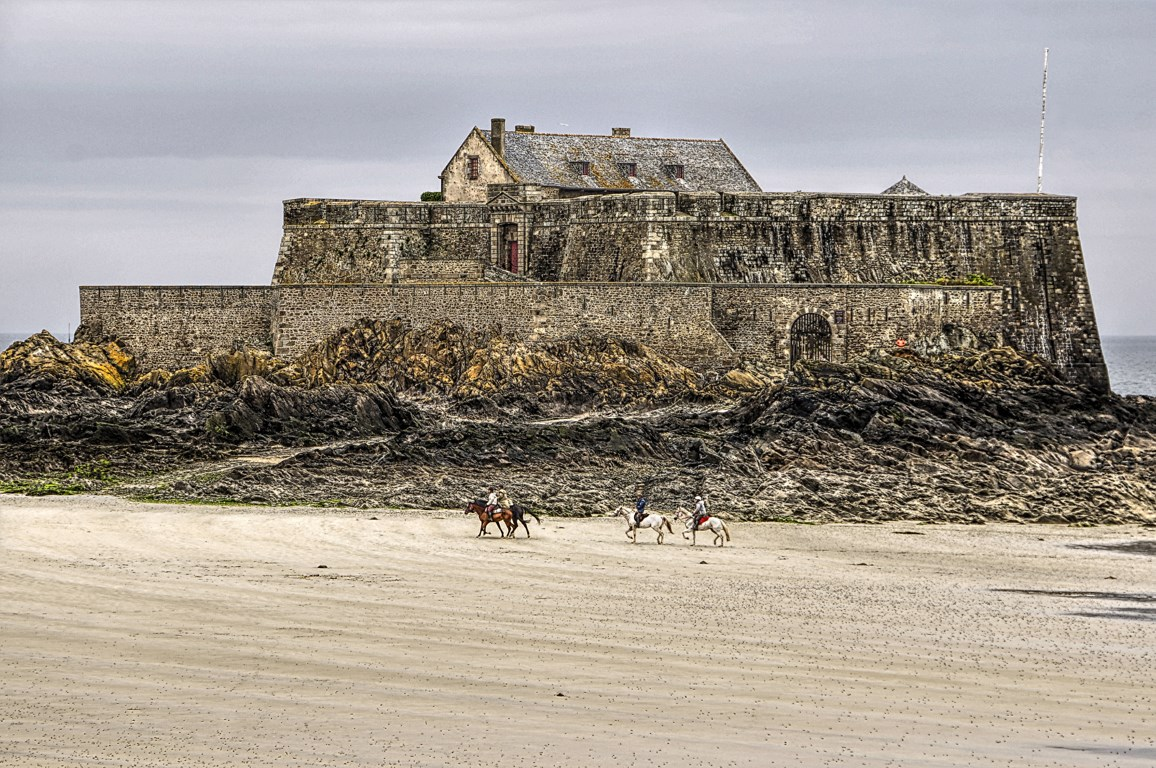
Cavaliers près du fort National à Saint-Malo.

D'après les données 2010-2011 de l'observatoire économique régional (OER) affilié au conseil supérieur du cheval, en Bretagne, environ 4 800 emplois dépendent directement du secteur équestre. Cela inclut 4 148 structures liées à l'animal, 47 800 hectares valorisés par le secteur équestre, 3 091 élevages, et 408 établissements type centre équestre ou assimilé. La Bretagne compte aussi 5 pôles hippiques, 83 cavaliers professionnels et 93 maréchaux-ferrants en activité. Le secteur a généré un chiffre d'affaires annuel de 201 400 000 euros. On recense 26 040 équidés en Bretagne administrative. Leur simple présence entraîne des demandes annexes (sellerie, nourriture équine, équipement) auprès d'entreprises qui dégagent environ 50 millions d'euros pour fournir la filière. En octobre 2011, le conseil général de Bretagne adopte à l'unanimité un « plan cheval » en soutien. La région a développé un partenariat avec le Maroc fin 2014, en matière de formation aux métiers du cheval.
Les centres équestres sont surtout présents sur le littoral breton. Leur nombre a augmenté de 28 % entre 2005 et 2011. Ils hébergent 14 780 animaux, ce qui signifie que la majorité des équidés de Bretagne appartiennent à la cavalerie d'un centre équestre. Ces derniers travaillent parfois dans le secteur du tourisme (12 %), et beaucoup plus rarement avec des voyagistes (2 %). Ils ont généré 37 177 000 € de chiffre d'affaires en 2011.

## Organismes
Différents organismes gèrent les aspects de l'élevage du cheval en Bretagne. Pour ce qui concerne l'équitation, l'Association régionale de tourisme équestre de Bretagne (ARTEB) s'occupe du secteur du tourisme et de la randonnée équestre, avec pour mission d'en « développer le goût et la pratique » et d'organiser les manifestations qui s'y rattachent. Elle s'occupe aussi de la création et de la défense des itinéraires de randonnée et des relais d'étapes. Le Comité régional d’équitation de Bretagne (CREB), affilié à la Fédération française d'équitation, gère tous les aspects de l'équitation au niveau régional. Il propose notamment une aide financière pour la modernisation des centres équestres. Il existe aussi des associations départementales, comme l'AACIV - Association à cheval d'Ille-et-Vilaine, créée en juillet 1989 à Rennes, qui a vocation à rassembler tous les cavaliers d'Ille-et-Vilaine et de coordonner des actions en faveur de l'animation en zone rurale et de la sauvegarde des chemins de randonnée.

## Compétitions
Le comité régional d'équitation de Bretagne s'occupe d'organiser les épreuves de sports équestres : le saut d'obstacles, le concours complet, le dressage, l'endurance, l'équitation hunter le TREC, le horse-ball, la voltige en cercle, les pony games et les différentes épreuves d'équitation handisport. Le saut d'obstacles est de très loin la discipline la plus pratiquée, représentant à lui seul plus de 90 % des compétitions.
Dinard accueille des épreuves internationales de saut d'obstacles depuis 1912. La ville a notamment reçu le Championnat d’Europe de 1985 et le CSIO Coupe des nations en 1988, 1989, 1990 et 1992. Le CSI3* est sa plus célèbre épreuve annuelle. L'étape bretonne du grand national de saut d'obstacles était organisée jusqu'en 2018 par l'association Celtik Jump au parc des expositions du pays de Lorient, dans le Morbihan. Elle a rassemblé 800 professionnels et attiré 7 500 visiteurs pour son édition 2013, d'après son site officiel. Équipondi constitue depuis le plus important concours de saut d'obstacles indoor de Bretagne. La Bretagne accueille aussi d'importantes épreuves d'endurance, notamment les 160 km de Landivisiau et le Breizh International Endurance Tour.
Les compétitions équestres ont la particularité d'être un peu mieux médiatisées dans l'Ouest que dans d'autres régions. Le quotidien Ouest-France tient depuis 1985 une rubrique consacrée aux sports équestres, faisant figure d'exception dans la presse quotidienne régionale.